# Nielsen Ratings
Nielsen Ratings é o sistema de medição de audiência desenvolvido pelo Nielsen Media Research para determinar o tamanho da audiência e composição de programas televisivos. Seus serviços são oferecidos em mais de 40 países. O sistema foi amplamente atualizado e modificado desde que foi desenvolvido no início da década de 1940 por Arthur Nielsen, e desde então tem sido a principal fonte de informações de métricas de audiência em todo o mundo e o elemento mais importante na determinação de tarifas de publicidade, horários e conteúdo de programação.
É parte da Nielsen Company, anteriormente chamada VNU, e propriedade de um consórcio de empresas de capital privado, incluindo Blackstone Group, KKR e Carlyle Group. As suas operações de produção estão localizadas no Brooker Creek Global Technology and Information Center em Oldsmar, estado da Flórida.

## Programas mais vistos anualmente
O Nielsen Ratings iniciou suas medições em escala nacional nos Estados Unidos em 1950. Antes disto, a audiência televisiva era compilada de uma série de outras fontes, como a C. E. Hooper, que foi comprada pela Nielsen em fevereiro de 1950. A tabela a seguir lista os programas mais assistidos anualmente na televisão norte-americana.
| Ano  | Programa                         | Canal   |
| ---- | -------------------------------- | ------- |
| 1951 | Texaco Star Theater              | NBC     |
| 1952 | Arthur Godfrey's Talent Scouts   | CBS     |
| 1953 | I Love Lucy                      | CBS     |
| 1954 | I Love Lucy                      | CBS     |
| 1955 | I Love Lucy                      | CBS     |
| 1956 | The $64,000 Question             | CBS     |
| 1957 | I Love Lucy                      | CBS     |
| 1958 | Gunsmoke                         | CBS     |
| 1959 | Gunsmoke                         | CBS     |
| 1960 | Gunsmoke                         | CBS     |
| 1961 | Gunsmoke                         | CBS     |
| 1962 | Wagon Train                      | NBC     |
| 1963 | The Beverly Hillbillies          | CBS     |
| 1964 | The Beverly Hillbillies          | CBS     |
| 1965 | Bonanza                          | NBC     |
| 1966 | Bonanza                          | NBC     |
| 1967 | Bonanza                          | NBC     |
| 1968 | The Andy Griffith Show           | CBS     |
| 1969 | Rowan and Martin's Laugh-In      | NBC     |
| 1970 | Rowan and Martin's Laugh-In      | NBC     |
| 1971 | Marcus Welby, M.D.               | ABC     |
| 1972 | All in the Family                | CBS     |
| 1973 | All in the Family                | CBS     |
| 1974 | All in the Family                | CBS     |
| 1975 | All in the Family                | CBS     |
| 1976 | All in the Family                | CBS     |
| 1977 | Happy Days                       | ABC     |
| 1978 | Laverne & Shirley                | ABC     |
| 1979 | Three's Company                  | ABC     |
| 1980 | 60 Minutes                       | CBS     |
| 1981 | Dallas                           | CBS     |
| 1982 | Dallas                           | CBS     |
| 1983 | 60 Minutes                       | CBS     |
| 1984 | Dallas                           | CBS     |
| 1985 | Dynasty                          | ABC     |
| 1986 | The Cosby Show                   | NBC     |
| 1987 | The Cosby Show                   | NBC     |
| 1988 | The Cosby Show                   | NBC     |
| 1989 | The Cosby Show                   | NBC     |
| 1990 | The Cosby Show e Roseanne        | NBC ABC |
| 1991 | Cheers                           | NBC     |
| 1992 | 60 Minutes                       | CBS     |
| 1993 | 60 Minutes                       | CBS     |
| 1994 | Home Improvement                 | ABC     |
| 1995 | Seinfeld                         | NBC     |
| 1996 | ER                               | NBC     |
| 1997 | ER                               | NBC     |
| 1998 | Seinfeld                         | NBC     |
| 1999 | ER                               | NBC     |
| 2000 | Who Wants to Be a Millionaire?   | ABC     |
| 2001 | Survivor: The Australian Outback | CBS     |
| 2002 | Friends                          | NBC     |
| 2003 | CSI: Crime Scene Investigation   | CBS     |
| 2004 | CSI: Crime Scene Investigation   | CBS     |
| 2005 | CSI: Crime Scene Investigation   | CBS     |
| 2006 | American Idol                    | Fox     |
| 2007 | American Idol                    | Fox     |
| 2008 | American Idol                    | Fox     |
| 2009 | American Idol                    | Fox     |
| 2010 | American Idol                    | Fox     |
| 2011 | American Idol                    | Fox     |
| 2012 | NBC Sunday Night Football        | NBC     |
| 2013 | NCIS                             | CBS     |
| 2014 | NBC Sunday Night Football NCIS   | NBC CBS |
| 2015 | NBC Sunday Night Football        | NBC     |